# CD Atlético Español
El CD Atlético Español fue un equipo de fútbol de Honduras que alguna vez jugó en la Liga Nacional de Fútbol de Honduras, la liga de fútbol más importante del país.

## Historia
Fue fundado en el año 1946 en la capital Tegucigalpa y fue uno de los equipos fundadores de la Liga Nacional de Fútbol de Honduras en 1965, cuando anteriormente disputaba torneos amateur en el país. Su primer partido en la máxima categoría lo perdieron 0-3 ante el CD Honduras.
Disputaron la Liga Nacional de Fútbol de Honduras entre 1965 y 1971, año en el que el CD Verdún compró la franquicia. Disputaron más de 80 partidos en la máxima categoría, aunque perdieron más de la mitad de ellos, anotando 82 goles y recibieron 130.

## Nombres Anteriores
Tuvieron varios nombre a lo largo de su historia debido a razones de patrocinio, los cuales fueron:
- Atlético Español Glidden
- Atlético Español Sahsa
- Atlético Español Verdún[4]

## Entrenadores
- Chelato Uclés (1946-1963)
- Flavio Ortega (1965-1970)
- Roberto Abruzzesse (1970-1971)[5]